# Poio
Poio (en espagnol : Poyo) est une commune espagnole de la province de Pontevedra, située dans la communauté autonome de Galice.

## Géographie
Établie sur la rive nord de la ria de Pontevedra, près de la ville du même nom, la commune s'étend sur 34,16 km2.